# ヒロミ・みやぞんの明日すぐに友達になりたいアスリート アス友
『ヒロミ・みやぞんの明日すぐに友達になりたいアスリート アス友』（ヒロミ・みやぞんのあしたすぐにともだちになりたいアスリート アスとも） は、2018年11月24日から2021年7月10日まで放送されていた、中京テレビ制作のバラエティ番組。

## 概要
2018年11月の改編で中京テレビの土曜日深夜のローカルセールス枠の番組として、『オードリーさん、ぜひ会って欲しい人がいるんです!』 を火曜日未明に枠移動させる際の空き枠での新番組として開始された。
2019年7月4日 (3日深夜) からテレビ信州、開始時期は不明ながら日本海テレビにもネットされている。
メインMCであるヒロミとみやぞん(ANZEN漫才）の2人が、2020年東京オリンピック/パラリンピックで活躍の期待されるアスリート・スポーツ選手の元へ赴き、選手個人と競技そのものの魅力を紹介するスポーツバラエティ番組として放送されている。
2021年7月10日をもって2年8ヶ月の放送を終了した。
大会終了後、ヒロミとみやぞんが、メダルを獲得したアスリートを中心に再び訪ね、おもてなしをする特別番組「『アス友』再会SP 〜ヒロミ&みやぞんがオリンピアンの願いかなえます〜」が、2021年9月25日（14:25 - 16:00）に放送された。

## 出演者
- みやぞん（ANZEN漫才）
- ヒロミ
- 平山雅（中京テレビアナウンサー）
- あらぽん（ANZEN漫才・ナレーション）

## ネット局
- テレビ信州 (木曜 1:29 - 1:59 〈水曜深夜〉 2019年7月4日 -  2020年3月26日 [25])
- 日本海テレビ (水曜 2:05 - 2:35 〈火曜深夜〉)

## スタッフ
- 構成 - 桝本壮志、鹿谷忠弘
- カメラ - 平田達也（毎週）、山下勇樹、深澤慎平、山本哲也、芳川和也、長田洋平、伊澤和彦、尾関達也（週替り）
- 音声 - 杉崎成美、村本達弥、丸山博充、谷川和也、西尾昴英、大保政太郎（週替り）
- 照明 - 齊藤久美子、原徳則（週替り）
- 編集 - 青田剛、吉田駿輝、山本勝（週替り）
- テロップ - 村上紗耶、吉田竜河（週替り）
- MA - 浅井豊
- 音効 - 山口里子、辻幸宏（週替り）
- TK - 波多野有紀
- AD - 黒崎真生、川田俊介、井口康平、武井彩恵、野々村ジャンマイコ、荘司一葉、岡崎奎人、畑山仁依奈　（週替り）
- AP - 山口智沙
- ディレクター - 矢田崎詳之、鍵谷実来、太田雅人、下畑拓郎、毛利公則、飯塚淳一、樫出浩行、飯島玄太郎（週替り）
- 総合演出 - 玉腰雅史（以前はディレクター→演出）
- プロデューサー - 五十嵐智明
- 製作著作 - 中京テレビ

### 過去のスタッフ
- TK - 堀詩織
- AD - 伊藤瑛梨
- AP - 水田英子
- 演出 - 室明奈
- プロデューサー - 栄永英幸
- チーフプロデューサー - 長谷川雅宏
- 制作協力 - passion